# The Golden Orpheus Festival '76
The Golden Orpheus '76 pubblicato nel 1976 è un album live della cantante italiana Iva Zanicchi registrato durante un concerto in Bulgaria. È stato rieditato nel 2012 per il mercato americano con il titolo  "Recital At The Festival "The Golden Orpheus '76".
L'album è presente sulle piattaforme digitali e sui servizi di streaming.

## Tracce
1. Vivrò (live) - (Bertini - Boulanger)
2. Only You (live) - (Buck - Ram)
3. Un fiume amaro (live) - (C. Dimitri - S. Tuminelli - Mikīs Theodōrakīs)
4. Coraggio e paura (live) - (Camillo e Corrado Castellari)
5. Mi ha stregato il viso tuo (live) - (Luigi Albertelli - Roberto Soffici)
6. Ciao cara come stai? (live) - (Dinaro - Claudio Daiano / Italo Janne - Cristiano Malgioglio)
7. Zingara (live) - (Luigi Albertelli - Enrico Riccardi)
8. La riva bianca, la riva nera (live) - (Alberto Testa-Eros Sciorilli)
9. Dicitencello vuje (live) - (canzone popolare)
10. Libera senza complessi (live) - (Malgioglio - L. Haynes)
11. Un uomo senza tempo (live) - (Piero Jose - Ettore Lombardi)
12. Come ti vorrei (live) - (Specchia - Russel)
13. La mia Solitudine (live) - (Malgioglio - R. Carlos)

## Crediti
Arrengement and accompaniment: "CHILDREN OF THE SUN"